# Kevin White (Footballspieler, 1992)
Kevin Romone White Jr. (* 25. Juni 1992 in Plainfield, New Jersey) ist ein ehemaliger US-amerikanischer American-Football-Spieler auf der Position des Wide Receivers. Er spielte College Football für die West Virginia University, bevor er im NFL Draft 2015 als siebter Spieler von den Chicago Bears ausgewählt wurde. Zuletzt stand er bei den New Orleans Saints unter Vertrag.

## Highschool und College
White spielte Highschool-Football an der Emmaus High School in Emmaus, Pennsylvania, welche in der Lehigh Valley Conference antritt.
Er besuchte danach zwei Saisons lang das Lackawanna College, bevor er zur West Virginia University wechselte. Während seiner ersten Saison dort nahm er an neun von elf Spielen teil, fing 35 Pässe für 507 Yards und erzielte fünf Touchdowns. 2014 spielte er als Starter seine Senior-Saison und fing 109 Pässe für 1.447 Yards und erzielte zehn Touchdowns. Er wurde von zahlreichen Veröffentlichungen zum All-American ernannt und war Finalist für den Fred Biletnikoff Award.

## NFL

### NFL Draft 2015
White wurde als einer der zwei besten Wide Receiver 2015 betrachtet, zusammen mit Amari Cooper. Viele Experten gingen davon aus, dass er ein Top 10 Pick sein würde, und mehrere Analysten sagten voraus, er werde von den Oakland Raiders mit dem vierten Pick des NFL Drafts 2015 ausgewählt werden.

### Chicago Bears
White wurde im NFL Draft 2015 als siebter Spieler von den Chicago Bears ausgewählt und unterschrieb einen Vierjahresvertrag über 15 Millionen US-Dollar, einschließlich eines Bonus. Aufgrund einer Verletzung verpasste er jedoch die gesamte Spielzeit 2015. Verletzungen prägten auch die folgenden Spielzeiten in der NFL. So kam er in seinen vier Jahren bei den Chicago Bears auf ganze 14 Spiele.

### Arizona Cardinals
Am 15. März 2019 unterzeichnete White schließlich einen Einjahresvertrag bei den Arizona Cardinals. Dort schaffte er es nicht in den Kader für die Regular Season, nachdem er im Training Camp erneut Verletzungsprobleme hatte.

### San Francisco 49ers
Nachdem White in der Saison 2019 nicht gespielt hatte, nahmen ihn die San Francisco 49ers am 27. August 2020 unter Vertrag. Er verpasste allerdings den Sprung in den Kader für die Regular Season und wurde am 5. September wieder entlassen. Am Folgetag wurde er für den Practice Squad wiederverpflichtet, in dem er den Großteil der Saison verbrachte. Er stand in drei Spielen für San Francisco auf dem Feld, verzeichnete dabei aber keinen gefangenen Pass. Im August 2021 entließen die 49ers White.

### New Orleans Saints
Am 18. August 2021 verpflichteten die New Orleans Saints White, entließen ihn aber bereits am 31. August im Rahmen der finalen Kaderverkleinerung auf 53 Spieler wieder. Dennoch wurde er am nächsten Tag in das Practice Squad der Saints aufgenommen. Er wurde für die Spiele in Woche 7 und 8 in den aktiven Kader befördert. Am achten Spieltag konnte er beim 36:27-Sieg gegen die Tampa Bay Buccaneers seinen ersten Pass seit drei Jahren fangen. Insgesamt kam White in sechs Partien zum Einsatz und unterzeichnete im Januar 2022 einen Vertrag für die folgende Saison in New Orleans. Kurz vor Beginn der Regular Season wurde er auf die Injured Reserve List gesetzt und einigte sich anschließend mit den Saints auf eine Vertragsauflösung. Am 5. Oktober 2022 wurde er wieder in den Practice Squad der Saints aufgenommen. Er fing 2022 insgesamt zwei Pässe für 74 Yards. Nach Saisonende lief Whites Vertrag aus.